# Avenue de la Tanche
L'avenue de la Tanche (en néerlandais: Tinklaan) est une rue bruxelloise de la commune d'Auderghem. Elle relie la rue des Pêcheries à l'avenue des Ablettes sur une longueur de 140 mètres.

## Situation et accès
| ___ | Ce site est desservi par la station de métro : Beaulieu. |

## Historique et description
Au XVIIe siècle, ces terrains (le Kasteelveld) appartenaient au chevalier Corneille de Man.
Cinq avenues furent tracées sur le Kasteelveld, selon décision du 6 juillet 1928. Le 13 juillet 1928, les noms pressentis pour les rues étaient : 
- avenue du Kasteelveld,
- avenue de Montgen,
- avenue de Beaulieu,
- avenue de Terlinden et
- avenue de Cordeboeuf.

Le 15 mai 1937, le collège leur choisit cependant le nom d'Avenue de la Tanche.

### Origine du nom
Elle porte le nom de la tanche, un  poisson de la famille des cyprinidés (famille des carpes) en l’honneur de l’étang de pêche situé plus bas.

## Bâtiments remarquables et lieux de mémoire
- Premier permis de bâtir délivré le 18 juin 1937 pour le no 6.

## Notes et références

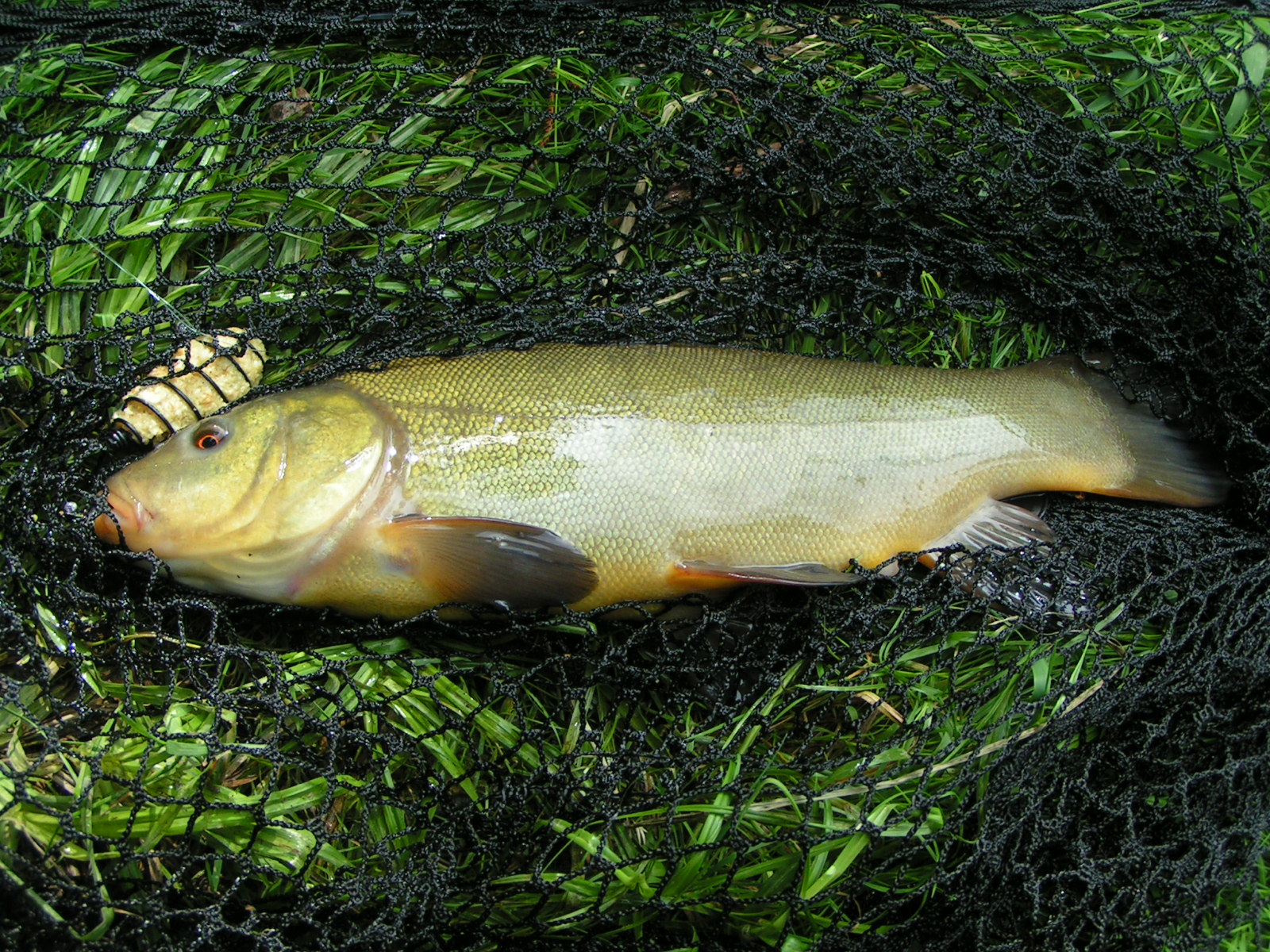
Poisson - tanche.